# 송경동
송경동(宋竟東, 1967년~)은 대한민국의 시인이다.

## 생애
1967년 전라남도 보성군 벌교읍에서 태어났다.
2001년 ‘내일을 여는 작가’와 ‘실천문학’에 시를 발표하면서 작품 활동을 시작했다.
구로노동자문학회에서 활동했다. 용산참사 때 구속된 철거민들의 억울한 사정을 호소했다.
희망버스를 기획한 혐의로 진보신당 비정규노동실장 정진우와 2011년 11월 15일 대한민국 행정부에 구속 수감되었다.
2017년 미당문학상 후보에 자신을 포함시키려 한다는 주최쪽 중앙일보사의 연락을 받고 “적절치 않은 상”이라며 거절했다.

## 받은 상
- 2010년 제12회 천상병 시문학상
- 2011년 제6회 김진균상
- 2011년 제29회 신동엽창작상 (시집 《사소한 물음들에 답함》)
- 2016년 제16회 고산문학대상

## 작품
- 2006년 시집 《꿀잠》(삶이보이는창)
- 2009년 시집 《사소한 물음들에 답함》(창비)
- 2011년 산문집 《꿈꾸는 자 잡혀간다》(실천문학사)
- 2016년 시집 《나는 한국인이 아니다》(창비)
- 2022년 시집 《꿈꾸는 소리 하고 자빠졌네》(창비)